# Марио Жардел
Ма́рио Жарде́л Алме́йда Рибе́йро (порт.-браз. Mário Jardel Almeida Ribeiro; род. 18 сентября 1973, Форталеза) — бразильский футболист, нападающий.

## Биография

### Клубная карьера

#### Ранние годы в Бразилии (1989—1996)
Не совсем типичный для Бразилии центрфорвард-гренадер (188 см), как и подавляющее большинство всех начинающих футболистов, свои первые футбольные шаги делал в одной из команд родного города — в железнодорожном клубе «Ферровиарио Атлетико», за который он выступал в 1989—1990 годах.
Первым профессиональным клубом Жардела стал «Васко да Гама», где он играл с 1991 по 1995 годы, и с которым трижды выигрывал чемпионат штата Рио-де-Жанейро.
В 1995—1996 годах Жардел выступал за «Гремио» из Порту-Алегри. Именно в этом клубе он выиграл свой первый серьёзный трофей — Кубок Либертадорес. Более того, Жардел стал лучшим бомбардиром этого турнира с 12 забитыми мячами. Кроме этого, Жардел пополнил свою копилку трофеев двумя титулами чемпиона штата Риу-Гранди-ду-Сул.
Совсем немного времени не хватило ему для того, чтобы стать чемпионом Бразилии — в 1996 году он отправился в Европу, а «Гремио» в этом же году стал сильнейшим клубом Бразилии, но уже без Жардела.

#### Европейская карьера (1996—2003)
Лучший голеадор Кубка Либертадорес-1995 сразу же стал объектом пристального внимания ведущих европейских клубов. Наибольший интерес проявляли лиссабонская «Бенфика» и шотландский «Рейнджерс». Однако переход в «Бенфику» сорвался, а шотландский клуб выключился из борьбы в связи с лимитом на игроков из стран, не входящих в Европейский союз. Расторопнее же всех оказался ещё один представитель Португалии — «Порту», за который в то время выступали такие известные игроки, как Любинко Друлович, Златко Захович, Сержиу Консейсау.
Жардел с первых же матчей начал забивать один мяч за другим. Сильными сторонами бразильца являлись блестящая игра головой, отличное голевое чутьё (форвард практически всегда оказывался в нужном месте в нужный момент) и превосходная физическая форма.
За четыре сезона, проведённых им в составе «драконов», Жардел неизменно становился лучшим бомбардиром португальского чемпионата во всех четырёх розыгрышах, трижды выигрывал первенство страны и Суперкубок Португалии, дважды — Кубок Португалии. Помимо этого Жардел дважды признавался лучшим игроком чемпионата Португалии (по версии газеты «Рекорд»), и дважды становился обладателем «Золотого мяча» — награды, вручаемой газетой «А Бола» лучшему игроку первенства. Забив за сезон 1998/1999 36 голов, Марио Жардел удостоился почётного приза «Золотая бутса», вручаемого лучшему бомбардиру европейских чемпионатов. Жардел стал вторым после Роналдо и пока последним бразильцем, когда-либо получавшим эту награду. Всего за 4 сезона в «Порту» Жардел в чемпионате Португалии забил 130 голов в 125 играх.
Летом 2000 года действующий на тот момент обладатель Кубка УЕФА, турецкий «Галатасарай» приобрёл Марио Жардела примерно за 20 миллионов долларов США. В первом же своём матче за «Галатасарай» в чемпионате Турции он забил 5 мячей «Эрзурумспору». Всего же на счету Жардела к концу чемпионата насчитывалось 22 мяча в 24 играх. Бразилец сразу же стал любимцем местных фанатов, которые наградили его прозвищем «Супер Марио».
25 августа 2000 года Жардел стал главным героем матча за Суперкубок Европы, в котором встретились «Галатасарай» и «Реал Мадрид». «Супер Марио» забил два мяча в ворота соперника, обеспечив победу турецкой команды над «сливочными».
В евросезоне 2000/2001 во многом именно благодаря усилиям бразильского нападающего «Галатасарай» добрался до четвертьфинала Лиги чемпионов, где уступил по сумме двух матчей «Реалу» (3:2; 0:3). Жардел стал одним из лучших бомбардиров этого розыгрыша, забив 6 мячей (с учётом матчей квалификационного раунда — 9). Всего за 5 проведённых им турниров Лиги чемпионов (за «Порту» и «Галатасарай») «Супер Марио» 25 раз поражал ворота соперников (28 с учётом квалификации).
После окончания сезона, который «Галатасарай» завершил на втором месте, травмы и неурядицы в личной жизни заставили Жардела покинуть Турцию.
Покинув Стамбул, Жардел вновь направился в Португалию, где самым заинтересованным в игроке клубом оказался лиссабонский «Спортинг». По мнению многих специалистов, сезон 2001/2002 в составе лиссабонских «львов» стал одним из лучших в карьере Жардела. «Супер Марио» удалось выиграть чемпионат и Кубок Португалии и в пятый раз стать лучшим бомбардиром первенства Португалии (42 гола в 30 играх). Жардел в очередной раз был признан газетой «Рекорд» игроком года в стране и во второй раз получил «Золотую бутсу» как лучший бомбардир европейских чемпионатов. Всего же в 49 играх за «Спортинг» им было забито 53 мяча.
Начало следующего сезона (2002/2003) Жардел пропустил из-за травмы, залечив которую, он возвратился было в строй, но играл очень нестабильно и не всегда выходил на поле, хотя и забил 11 мячей в 19 матчах. Причина крылась в области психологии — игрок впал в «депрессивную спячку». Вызвано это могло было быть несколькими факторами: это и размолвка со своим агентом Жозе Вейгой, и развод с женой — моделью Карен Рибейрой, и увлечение азартными играми со всеми вытекающими последствиями, и баловство наркотиками. Руководство «Спортинга», памятуя о заслугах Жардела, приняло решение отправить бразильца в небольшой отпуск в родную Форталезу, резонно полагая, что домашняя атмосфера благотворно повлияет на душевное состояние игрока и быстро поставит его на ноги. Однако Жардел надежд не оправдал, более того, он, купаясь в бассейне, серьёзно травмировал колено. Кредит доверия «Спортинга» был полностью исчерпан, и перед началом сезона, в августе 2003 года Жардел был продан в английский «Болтон Уондерерс».

#### Годы неопределённости (2003—2011)
Бразилец не сумел проявить себя в «Болтоне» и, отыграв там всего полгода, был отдан в январе 2004 года в аренду в итальянский клуб «Анкона», но и там некогда грозный бомбардир ничем себя не проявил, сыграв только в 3-х матчах чемпионата Италии и не сумев помочь команде избежать последнего места. В течение следующих двух лет, с августа 2004 года по июль 2006 года, Жардел успел сменить три клуба — «Ньюэллс Олд Бойз» (Аргентина), «Алавес» (Испания) и «Гояс» (Бразилия). Однако ни в одном из этих клубов игрок, набравший к тому времени немало лишнего веса, не смог показать и малой толики того, что он демонстрировал в конце 1990-х — начале 2000-х годов в Португалии и Турции. Бо́льшую часть времени он проводил в запасе или же не попадал в заявку на матч вовсе. Тем не менее, как игрок, числившийся в аргентинском «Ньюэллс Олд Бойз», Жардел стал чемпионом Аргентины в Апертуре-2004, а в 2006 году вместе с «Гоиясом» стал победителем чемпионата штата Гояс.
Большой список клубов, за которые выступал Жардел, также могли пополнить такие команды, как «Палмейрас», «Анкарагюджю», «Нанси» и «Бенфика», но неубедительные физические и психологические кондиции игрока и его порой легкомысленный подход к делу отпугнули потенциальных работодателей. К тому же в печатных изданиях упорно ходили слухи о пристрастии игрока к наркотикам и ночной клубной жизни.
В июле 2006 года Марио Жардел в третий раз приехал в Португалию и нашёл приют в скромном клубе «Бейра-Мар», аутсайдере чемпионата Португалии. В первом круге первенства он провёл 12 матчей и забил 3 мяча, избавился от лишнего веса и начал набирать спортивную форму. По наступлении 2007 года Жардел покинул португальского аутсайдера и перешёл в кипрский «Анортосис». В одном из интервью Жардел заявил:
Я приехал сюда играть в футбол, отдавать всего себя «Анортосису», забивать голы, и я намерен оправдать возложенные на меня надежды. Надеюсь забить к концу сезона как минимум 10 голов.
После «Анортосиса» Жардел отыграл один сезон в Австралии за «Ньюкасл Юнайтед Джетс», после чего в 2008 году на правах свободного агента перешёл в выступающий в бразильской серии B клуб «Крисиума», где выступал до февраля 2009 года; сезон-2008 сложился для «Крисиумы» крайне неудачно — она вылетела в Серию C, Марио сыграл за «Крисиуму» 17 матчей, забил 6 голов. С 4 февраля по 2 июля 2009 года Марио Жардел являлся игроком команды «Ферровиарио Атлетико», тем самым он вернулся в клуб, где за 20 лет до того начал профессиональную карьеру. С августа 2009 по январь 2010 года являлся игроком клуба «Америка» (Форталеза, штат Сеара), с 20 января 2010 года выступал за «Фламенго» (Терезина, штат Пиауи).
28 июня 2010 года на официальном сайте клуба «Черно Море» из Варны появилось объявление о подписании контракта с Жарделом. Жардел подписал однолетний контракт с болгарским клубом и был официально представлен на стадионе «Тича», где его приветствовало около 500 фанатов. Он дебютировал за свой новый клуб 17 июля в товарищеском матче против румынского клуба «Виктория». Жардел дебютировал в официальных играх в матче чемпионата Болгарии против «Локомотива» из Пловдива, выйдя на замену вместо земляка Марко Тьяго. Матч завершился поражением команды Жардела с счётом 0-2. В следующем туре Жардел снова вышел на замену и сыграл 26 минут в победном матче против «Академика» из Софии. 31 октября 2010 года Жардел забил свой первый гол за болгарскую команду в победном матче над софийским «Локомотивом», завершившимся со счётом 1-0. 28 ноября 2010 года Жардел покинул команду из-за наступления холодов в Болгарии.
В июле 2011 бразильский форвард решил отправиться в Саудовскую Аравию, где в его услугах заинтересовался клуб «Аль-Таавун».

### Сборная Бразилии
Карьера Жардела в сборной Бразилии не удалась настолько же, насколько она удалась на клубном уровне. Бомбардирский талант форварда не был оценён по достоинству ни Марио Загалло, ни Вандерлей Лушембурго, ни Луис Фелипе Сколари. Как итог — всего 10 выходов на поле в футболке «селесао» (в основном на замену в не самых важных матчах) и один гол в товарищеском матче с Таиландом.
Луис Фелипе Сколари не включил Жардела в заявку сборной на чемпионат мира 2002 года, поскольку вынужден был принимать сложные решения по поводу включения тех или иных звёзд европейских чемпионатов.
Единственная награда, которую Жарделу удалось завоевать в жёлтой футболке — титул чемпиона мира 1993 года в составе юниорской сборной (до 20 лет).

#### Все матчи за сборную
1. 28 августа 1996. Россия — Бразилия (2:2). Москва. ТМ, 3 мин., вышел на замену;
2. 31 августа 1996. Голландия — Бразилия (2:2). Амстердам. ТМ, 3 мин., вышел на замену;
3. 2 апреля 1997. Бразилия — Чили (4:0). Бразилиа. ТМ, вышел на замену;
4. 28 марта 1999. Южная Корея — Бразилия (1:0). Сеул. ТМ, 64 мин., был заменён;
5. 13 ноября 1999. Испания — Бразилия (0:0). Виго. ТМ, 77 мин., вышел на замену;
6. 23 февраля 2000. Таиланд — Бразилия (0:7). Бангкок. ТМ, 45 мин, вышел на замену, забил гол;
7. 28 марта 2000. Колумбия — Бразилия (0:0). Богота. Отбор на ЧМ-2002, 45 мин, был заменён;
8. 1 июля 2001. Уругвай — Бразилия (1:0). Монтевидео. Отбор на ЧМ-2002, 17 мин, вышел на замену;
9. 12 июля 2001. Бразилия — Мексика (0:1). Кали. Кубок Америки, 45 мин, был заменён;
10. 23 июля 2001. Бразилия — Гондурас (0:2). Манисалес. Кубок Америки, 36 мин, вышел на замену.

## Достижения

### Командные
Васко да Гама
- Чемпион штата Рио-де-Жанейро: 1992, 1993, 1994
- Обладатель Кубка Гуанабара: 1994

Гремио
- Чемпион штата Риу-Гранди-ду-Сул: 1995, 1996
- Обладатель Кубка Либертадорес: 1995

Порту
- Чемпион Португалии: 1996/97, 1997/98, 1998/99
- Обладатель Кубка Португалии: 1997/98, 1999/2000
- Обладатель Суперкубка Португалии: 1996, 1998, 1999

Галатасарай
- Суперкубок УЕФА: 2000
- Серебряный призёр Чемпионата Турции: 2000/01

Спортинг Лиссабон
- Чемпион Португалии: 2001/02
- Обладатель Кубка Португалии: 2001/02

Ньюэллс Олд Бойз
- Чемпион Аргентины: Апертура 2004

Гояс
- Чемпион штата Гояс: 2006

Анартосис
- Бронзовый призёр Чемпионата Кипра: 2006/07
- Обладатель Кубка Кипра: 2006/07

Сборная Бразилии
- Чемпион мира среди молодёжи (до 20 лет): 1993

### Личные
- Лучший бомбардир Кубка Либертадорес: 1995
- Лучший бомбардир Лиги чемпионов УЕФА: 1999/00
- Лучший бомбардир чемпионата Португалии: 1996/97, 1997/98, 1998/99, 1999/2000, 2001/02
- Лучший футболист Португалии: 1997, 1999, 2002 (по версии газеты «Рекорд»)
- Обладатель «Золотого мяча» (по версии журнала «А Бола», Португалия): 1997, 1998
- Обладатель «Золотой бутсы» (УЕФА): 1999, 2002
- Обладатель «Серебряной бутсы» (УЕФА): 1997
- Обладатель «Бронзовой бутсы» (УЕФА): 2000
- Футболист года в Португалии: 2002
- Обладатель приза IFFHS лучшему бомбардиру национальных чемпионатов (2): 1999, 2000[11]
- Самый эффективный бомбардир национальных чемпионатов по версии IFFHS: 1999 (1,125 гола за игру), 2002 (1,4 гола за игру)

## Клубная статистика

### Бразилия (1993—1996)
| Сезон | Команда         | Чемпионат | Голов | Штат | Голов | Южноам. кубки | Голов |
| ----- | --------------- | --------- | ----- | ---- | ----- | ------------- | ----- |
| 1993  | «Васко да Гама» | 2         | 0     | 12   | 7     | -             | -     |
| 1994  | «Васко да Гама» | 13        | 3     | 12   | 12    | -             | -     |
| 1995  | «Васко да Гама» | -         | −     | 11   | 4     | -             | -     |
| 1995  | «Гремио»        | 31        | 36    | 13   | 10    | -             | 12    |
| 1996  | «Гремио»        | -         | −     | 29   | 21    | -             | -     |

### Европа (1996—2004)
| Сезон     | Команда             | Чемпионат | Голов | Еврокубки | Голов |
| --------- | ------------------- | --------- | ----- | --------- | ----- |
| 1996/1997 | «Порту»             | 31        | 30    | -         | 4     |
| 1997/1998 | «Порту»             | 30        | 26    | -         | 3     |
| 1998/1999 | «Порту»             | 32        | 36    | -         | 2     |
| 1999/2000 | «Порту»             | 32        | 38    | -         | 10    |
| 2000/2001 | «Галатасарай»       | 24        | 22    | 19        | 11    |
| 2001/2002 | «Спортинг» Лиссабон | 30        | 42    | -         | 6     |
| 2002/2003 | «Спортинг» Лиссабон | 19        | 11    | -         | -     |
| 2003/2004 | «Болтон Уондерерс»  | 7         | −     | -         | -     |
| 2004      | «Анкона»            | 3         | −     | -         | -     |

### Ньюэллс и Алавес (2004—2005)
| Сезон          | Команда            | Чемпионат | Голов |
| -------------- | ------------------ | --------- | ----- |
| 2004, Апертура | «Ньюэллс Олд Бойз» | 3         | -     |
| 2005, Клаусура | «Ньюэллс Олд Бойз» | -         | -     |
| 2005           | «Алавес»           | -         | -     |

### Гоияс (2005—2006)
| Сезон | Команда | Чемпионат | Голов | Штат | Голов |
| ----- | ------- | --------- | ----- | ---- | ----- |
| 2005  | «Гоияс» | -         | -     | -    | -     |
| 2006  | «Гоияс» | 4         | 1     | -    | -     |

### Европа (2006—2007)
| Сезон | Команда     | Чемпионат | Голов |
| ----- | ----------- | --------- | ----- |
| 2006  | «Бейра-Мар» | 12        | 3     |
| 2007  | «Анортосис» | 5         | 3     |